# Talagante
Talagante – miasto w Chile, położone w środkowej części Regionu Metropolitalnego Santiago.

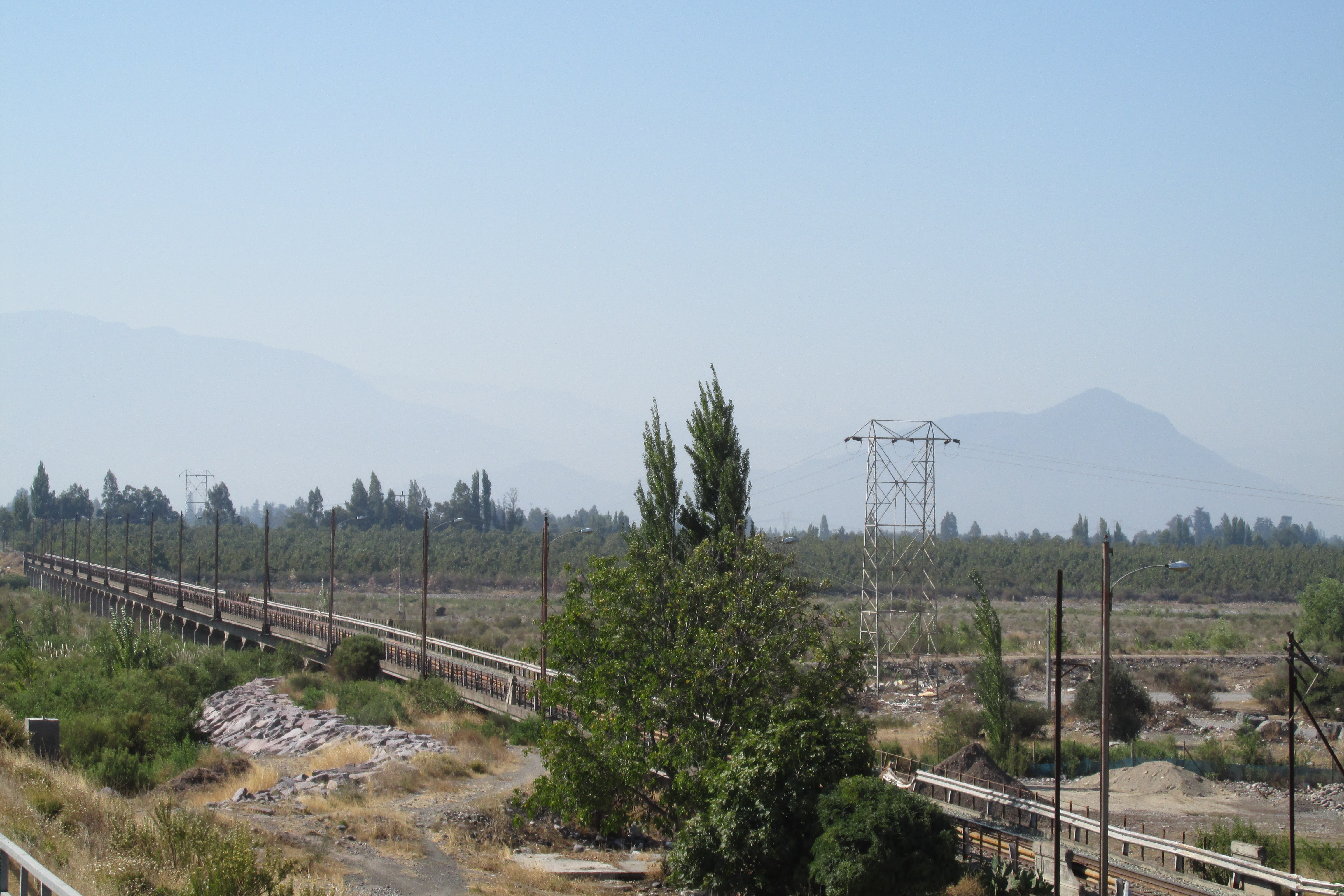
Most kolejowy w Talagante

## Opis
Miasto zostało założone w 1837 roku. Przez miasto przebiega autostrada - R78 i droga G-78. W mieście znajduje się stacja węzłowa, zbiegają się tu linie kolejowe Santiago-San Antonio i Paine.

## Demografia
Źródło.